# Vitrier
Un vitrier est un professionnel du bâtiment spécialisé dans la pose et le remplacement de vitres.

## Historique
Le métier de vitrier en France remonte à plusieurs siècles et s'est développé en parallèle avec les avancées de la verrerie et de l’architecture.

### Origines du métier de vitrier en France
Les premières traces de l’utilisation du verre dans l'architecture apparaissent dans l’Empire romain, mais c'est au Moyen Âge que la profession de vitrier s’établit vraiment. Les artisans, inspirés par les techniques italiennes de la verrerie de Murano (Venise), fabriquaient des vitraux pour les églises et cathédrales, embellissant ces édifices religieux avec des œuvres d’art colorées. Au XIIe et XIIIe siècles, l'essor des vitraux dans les églises marque la période médiévale, et les maîtres verriers acquièrent un savoir-faire complexe.

### Renaissance et professionnalisation du vitrier
Durant la Renaissance, le métier de vitrier se professionnalise davantage en France. L’arrivée de verreries spécialisées et d’ateliers permet la production de verre en plus grande quantité et à moindre coût. La verrerie à "manchon soufflé" permet de produire des vitres plates de grande taille. Sous le règne de Louis XIV, la Manufacture royale de glaces de miroirs est fondée en 1665 pour réduire la dépendance à l'Italie, marquant un tournant pour les vitriers français.

### XIXe siècle: l’industrialisation et la standardisation
L’invention de nouveaux procédés comme le verre coulé ou le Verre flotté au XIXe siècle révolutionne l'industrie du verre et simplifie le travail du vitrier. L'industrialisation permet de fabriquer des plaques de verre standards et des vitrages plus larges, rendant les fenêtres en verre accessibles pour des constructions de toutes tailles et pour des habitations privées. Les vitriers adoptent alors ces nouvelles techniques pour diversifier leurs offres et répondre à une demande croissante dans le domaine résidentiel et industriel.

### XXe siècle: Modernisation et spécialisation
Le XXe siècle est marqué par une évolution technologique rapide et l’émergence de nouveaux types de verre, tels que le verre trempé, le verre feuilleté et le double vitrage. Le métier de vitrier se spécialise avec ces avancées, touchant non seulement à l’installation de fenêtres mais aussi aux vitrines de magasins, aux façades en verre et aux parois de douches. La formation des vitriers devient plus technique pour maîtriser des matériaux de sécurité et d’isolation.

### Aujourd’hui: le vitrier comme expert en solutions thermiques et acoustiques
De nos jours, le métier de vitrier inclut la gestion des aspects thermiques, acoustiques et de sécurité du vitrage. Avec la prise de conscience écologique, le vitrier moderne doit aussi répondre aux enjeux de l’efficacité énergétique ou du recyclage du verre plat de déconstruction. 
Fin 2017, Nicolas Hulot, Ministre de la Transition écologique et solidaire, et Bruno Lemaire, Ministre de l’Economie, signaient un Engagement pour la Croissance Verte (ECV) visant à développer la filière de recyclage du verre plat de déconstruction et de rénovation.
Des labels et certifications (comme le label Qualibat) encadrent le métier et garantissent la qualité des installations.

## Formation

### En France

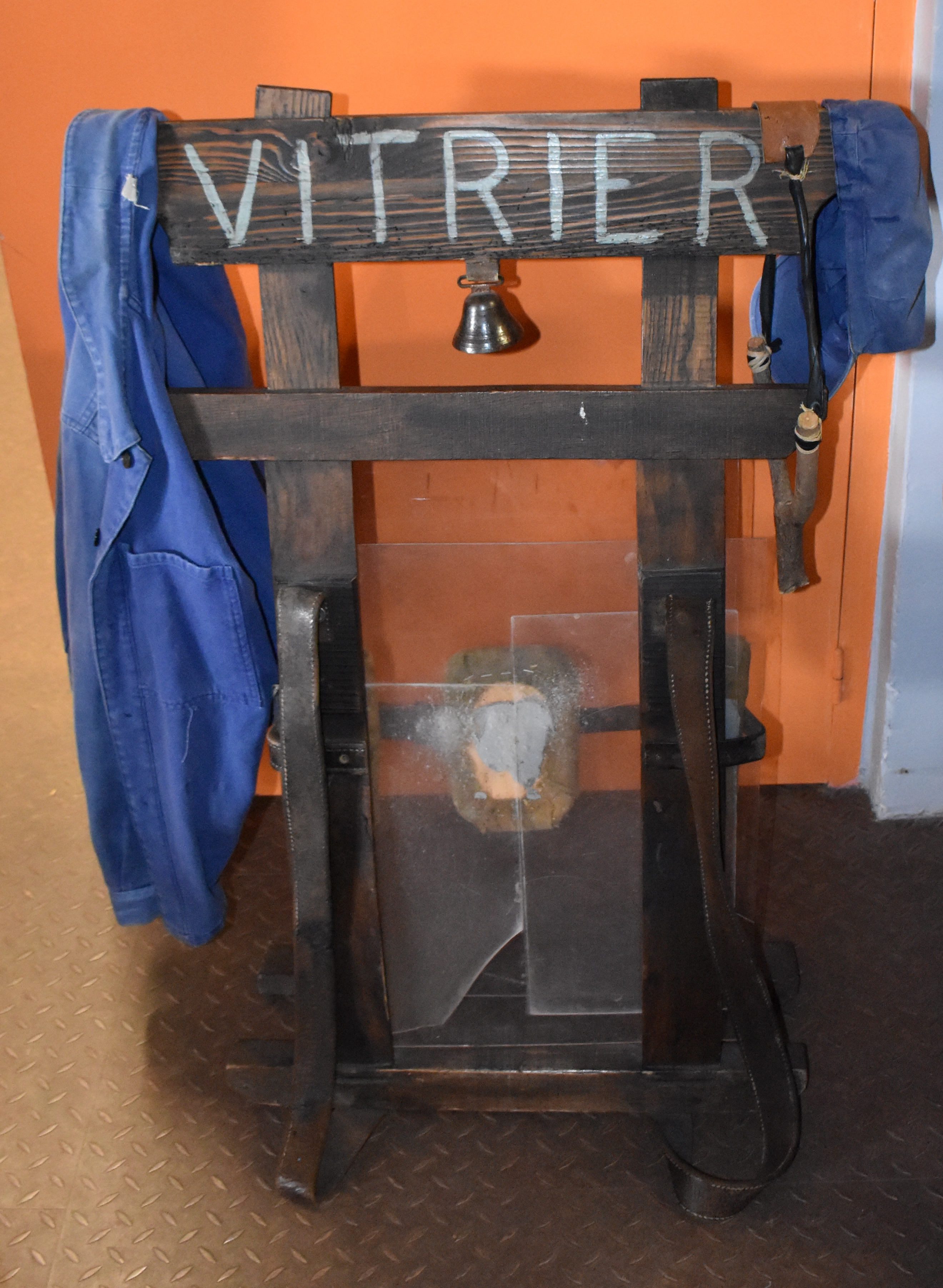
Attirail du vitrier ambulant vers 1900.

En France, le CAP (Certificat d'Aptitude Professionnelle) Vitraillerie et le CAP Miroiterie sont les diplômes de base.
Ces diplôme peuvent être complétés par un bac professionnel en Miroiterie.

## Emploi

### En France
En France, 220 entreprises sont membres de la Fédération Française des Professionnels du Verre (FFPV).
Deux syndicats représentatifs du secteur de la transformation des produits verriers (Union des Transformateurs de Verre Plat) et du secteur de la mise en œuvre des produits verriers (Union Française des Miroitiers) adhérent à la FFPV en tant que membres actifs.
La Fédération Française des Professionnels du Verre est une organisation professionnelle qui a pour but de représenter et défendre les entreprises du métier du verre auprès des pouvoirs publics, des décideurs économiques et des autres acteurs de la branche.

## Les techniques du vitrier

### La découpe du verre
- Découpe au diamant : Le vitrier utilise une molette de diamant ou de carbure de tungstène pour marquer le verre avec précision avant de le casser le long de cette ligne.
- Découpe assistée par ordinateur : Pour des formes complexes, les vitriers peuvent recourir à des machines de découpe automatisées et programmées qui découpent le verre selon des plans de précision.

### Le polissage et le meulage
- Polissage manuel : Le bord du verre est poli manuellement pour éliminer les éclats, une technique surtout utilisée sur les pièces travaillées à la main.
- Meulage des bords : Les bords sont souvent meulés pour une finition plus nette, notamment pour les vitrines et les plateaux de table.
- Polissage à la ceinture : Un polissage plus fin est réalisé avec une meule à bande ou un disque de polissage, principalement sur le verre pour des applications décoratives.

### La pose de miroirs et de façades en verre
- Collage de miroirs : Les vitriers utilisent des colles spéciales (neutres, sans acides) pour fixer les miroirs aux murs afin d’éviter les réactions chimiques.
- Façades en verre collé : Pour des façades modernes, les techniques d’assemblage sans cadre permettent de créer des murs de verre en utilisant des colles ou des vis spécifiques.

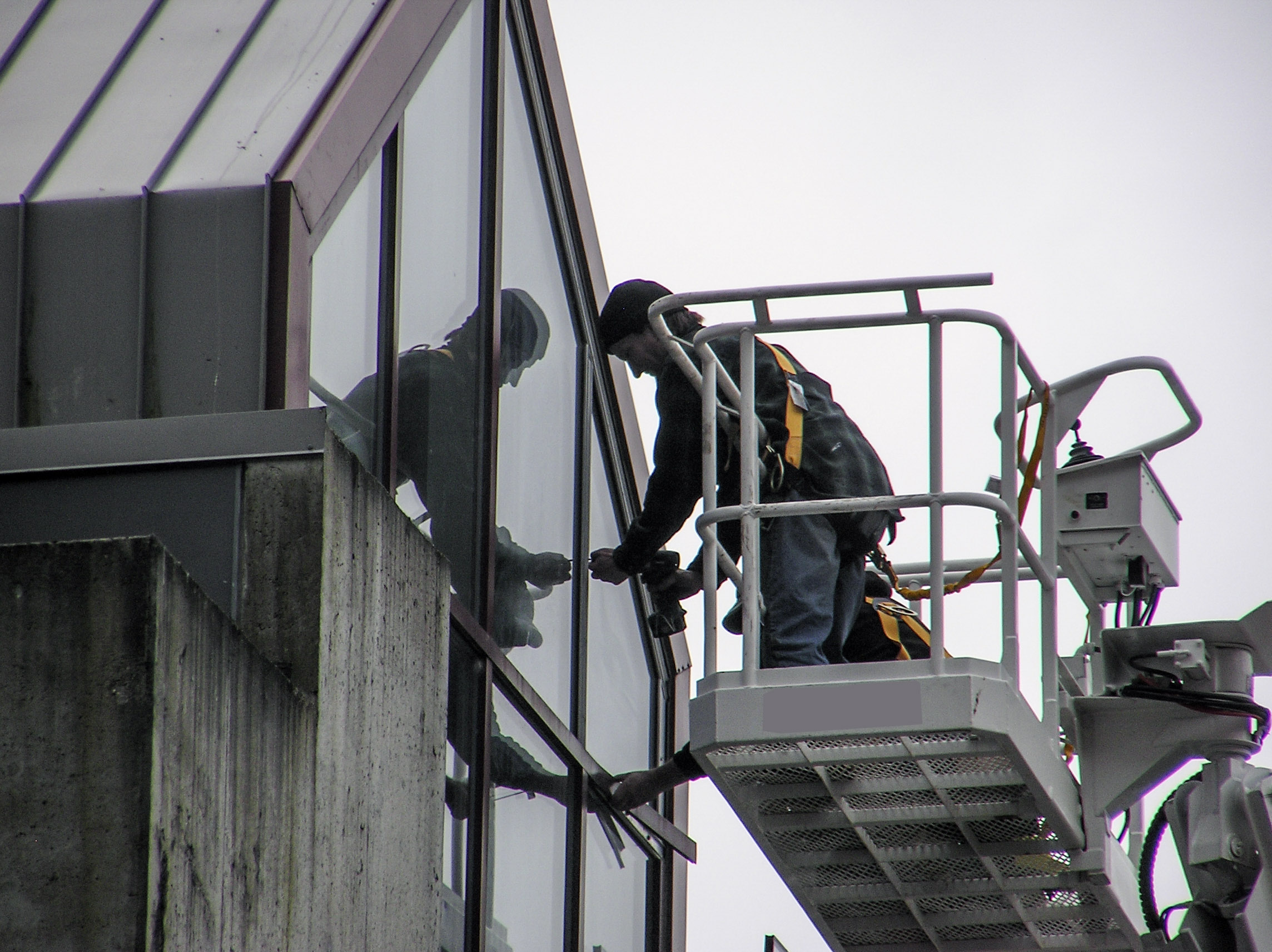
Pose de verre en hauteur sur un bâtiment.

### La pose et la fixation des verres
- Pose de verre simple ou double vitrage : Le vitrier utilise des cales d’espacement et des mastics pour garantir la bonne étanchéité et le bon positionnement du verre.
- Installation de verre feuilleté et trempé : Pour le verre de sécurité, les vitriers utilisent des techniques spécifiques comme les cales de sécurité, qui préviennent le déplacement des plaques sous la pression.
- Utilisation de cadres ou de parcloses : Les parcloses sont des baguettes qui maintiennent le verre en place dans son cadre, et les vitriers les ajustent souvent pour assurer la solidité des installations.

## Santé environnementale et maladies professionnelles[5]
Le métier de vitrier présente les risque suivants :
- le risque de trouble musculo squelettiques (TMS) car il implique souvent le levage de lourdes plaques de verre,
- le risque de chute en raison de la nécessité de travailler à des hauteurs élevées,
- le risque de blessures, bien que minimisé par l'utilisation d'équipements de sécurité appropriés, est toujours présent en raison de la nature fragile et coupante du matériau avec lequel les vitriers travaillent.

## Les outils du vitrier[6]
- Agrafe de vitrier
- Les cales d’épaisseur
- Compas diamant coupe-verre ou Tournette
- Coupe-verre
- Couteau à mastiquer
- Couteau à démastiquer
- Le gratte-vitre
- Marteau de vitrier
- Pince de maintien pour verre
- Pince à gruger
- Pince de vitrier
- Pistolet à vitrer
- La spatule à lever
- Ventouse de vitrier

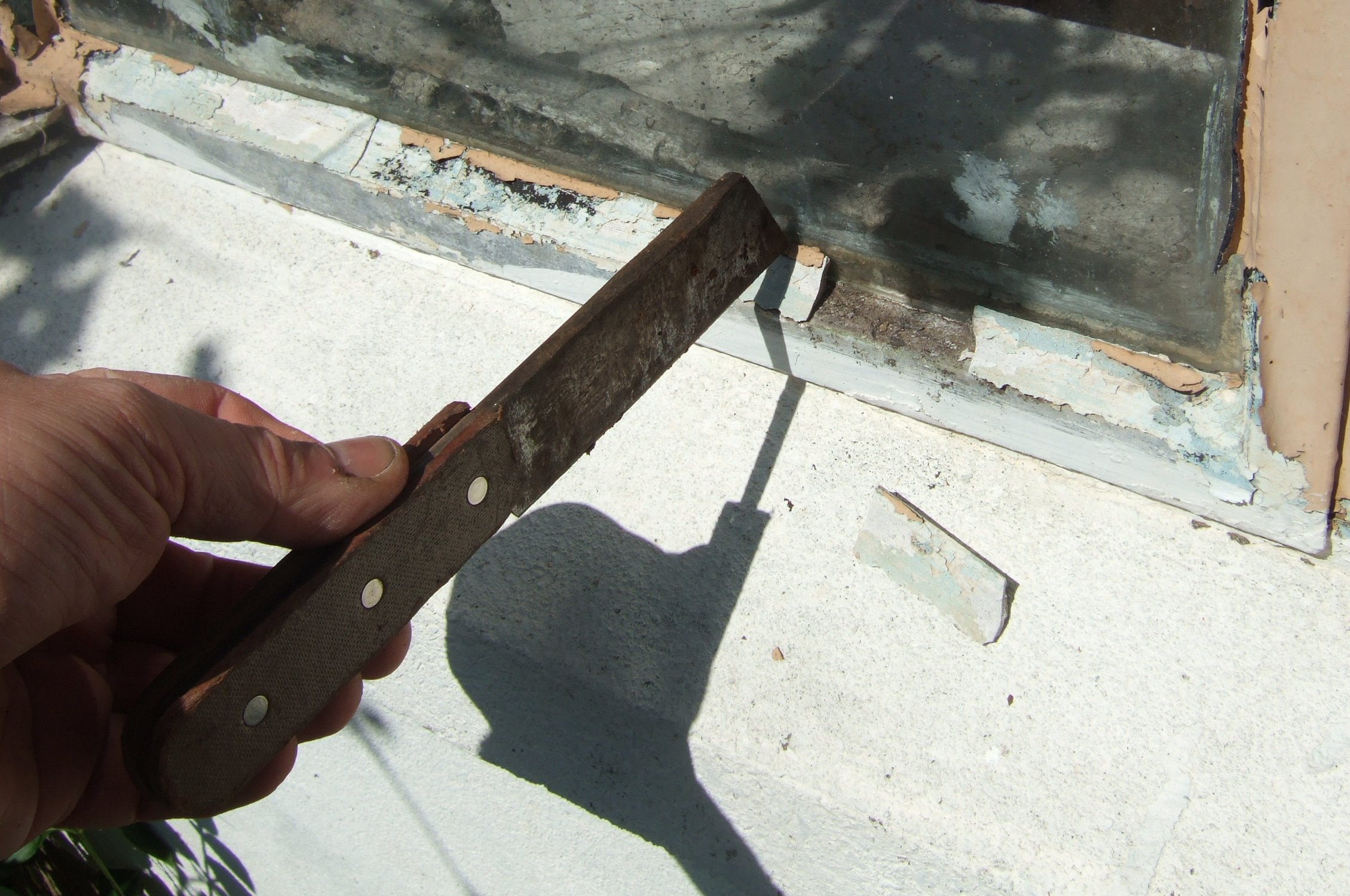
Couteau à démastiquer.
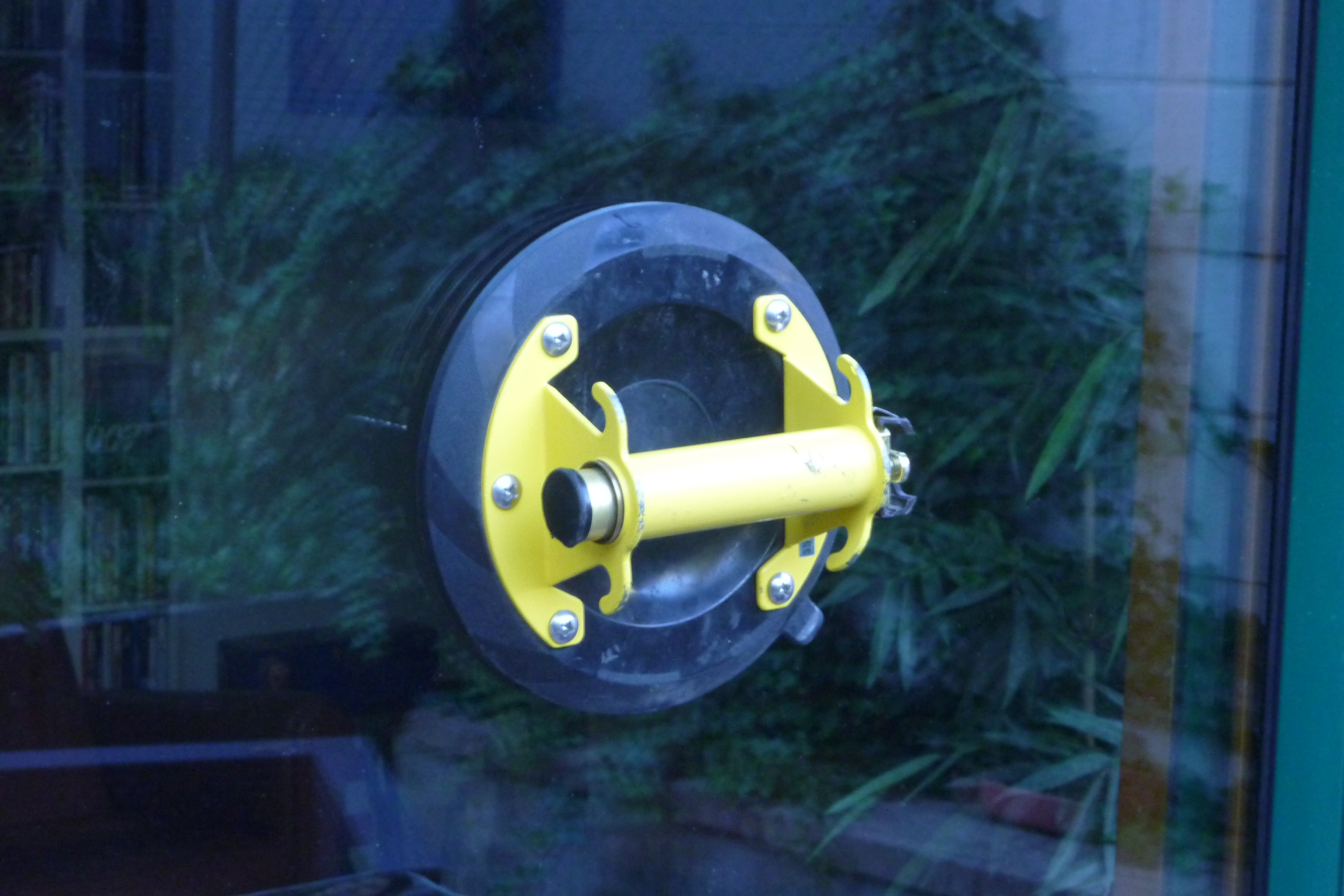
Ventouse de vitrier à piston.
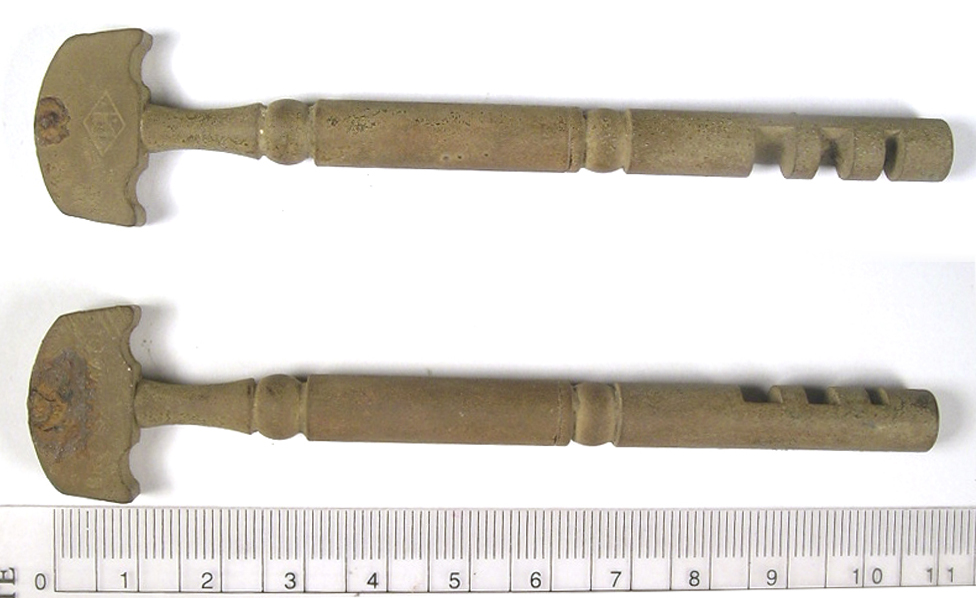
Coupe-verre avec diamant chinois.